# Zīnār
Zīnār (persiska: زینار, Zenārī) är en ort i Iran.   Den ligger i provinsen Östazarbaijan, i den nordvästra delen av landet, 400 km nordväst om huvudstaden Teheran. Zīnār ligger 1 104 meter över havet och antalet invånare är 110.
Terrängen runt Zīnār är huvudsakligen kuperad. Zīnār ligger nere i en dal. Runt Zīnār är det ganska glesbefolkat, med 40 invånare per kvadratkilometer. Närmaste större samhälle är Kamanbān, 9,9 km öster om Zīnār. Trakten runt Zīnār består i huvudsak av gräsmarker.